# Oncideres canidia
Oncideres canidia là một loài bọ cánh cứng trong họ Cerambycidae.